# زبان آزادی
زبان آزادی یکی از روزنامه‌های ایران در زمان قاجار بود که در سال ۱۲۹۵ خورشیدی توسط میرزا جوادخان آشتیانی (معاون‌السلطنه) بنیان‌گذاری شد.